# 加色丁禮天主教巴格達宗主教區
加色丁禮天主教格達宗主教區（拉丁語：Patriarchatus Babylonensis Chaldaeorum）是伊拉克一個東儀天主教（加色丁禮）宗主教區，下轄耶路撒冷和約旦兩個直轄區。2022年2月19日由巴比伦天主教加色丁礼宗主教区更名为巴格达天主教加色丁礼宗主教区。
宗主教區成立於1553年4月20日，當時東方亞述教會的巴比倫牧首西默盎八世·若望·蘇拉卡與羅馬教宗共融，加色丁禮天主教會於焉成立。
宗主教區曾在名義上位於巴比倫，由於座堂及宗主教府實際位於首都巴格達。在現任宗主教為類斯·辣法厄爾一世·薩科樞機基於加色丁禮教務會議的決定向教宗方濟各提出更名為巴格達宗主教區的請求並獲許 ，輔理主教為羅勃·傑爾吉斯。